# Нови светски поредак (књига)
Нови светски поредак  (енгл. The new World Order), монографија чији је аутор А. Ралф Еперсон (енгл. A. Ralph Epperson), објављена 1990. године. Прво српско издање објављено је 1993. године у издању издавачке куће Basket Bam из Београда у преводу Предрага Вишњевца.

## Аутор књиге
А. Ралф Еперсон (1937) је историчар, аутор и предавач који више од 50 година истражује заверенички поглед на историју - гледиште да су главни догађаји из прошлости планирани годинама унапред централном завером. Написао је четири најпознатије књиге са том тематиком Невидљива рука, Нови светски поредак, Масонерија, завера против хришћанства, Џеси Џејмс, амерички сенатор, као и шест књижица и 15 ДВД-ова.

## О књизи
Књига Нови светски поредак је наставак књиге Невидљива рука, којом аутор заокружује геополитичку слику савременог света. Нови светски поредак је у том свету већ увелико на делу. Нови светски поредак који је програмиран још 1776. године, када су основани илуминати, остварен је на светској политичкој сцени захваљујући заједничком деловању "одабраних" преко различитих тајних и мање тајних организација током последња три века - масони, илуминати, розенкрајцери...